# Contea autonoma mongola sinistra di Harqin
La contea autonoma mongola sinistra di Harqin (喀喇沁左翼蒙古族自治县S, Kālǎqìn Zuǒyì Měnggǔzú ZìzhìxiànP) è una contea della Cina, situata nella provincia di Liaoning e amministrata dalla prefettura di Chaoyang.